# Мака перуанская
Мака перуа́нская, или Клопо́вник Ме́йена (лат. Lepidium meyenii) — вид растений из рода Клоповник семейства Капустные. Растёт на высокогорных плато Боливии, Перу и северо-запада Аргентины на высоте 3 500—4 450 метров над уровнем моря.

## Название
Своё научное название вид получил в честь немецкого ботаника Франца Юлиуса Фердинанда Мейена (1804—1840), исследовавшего флору Перу в 1831 году во время кругосветного путешествия под руководством Александра фон Гумбольдта.

## Применение
Мака используется как пищевой продукт, предположительно обладает не подтвержденными клиническими исследованиями афродизиатическими свойствами (причём в коммерческих целях иногда именуется перуанским женьшенем).
Основные активные компоненты:
- амиды жирных кислот (макамиды разновидностей A, B1, B2, C) — способствуют увеличению потенции;
- смеси имидазольных алкалоидных производных — алкалоиды (лепидины А и В).

Клубни маки используются в сыром, варёном и сушёном виде (для приготовления своеобразного пюре при добавлении молока). Сушёные клубни могут храниться долгие годы. Выращивание маки в Южной Америке распространилось широко со времён Конкисты, однако со временем сократилось. В Перу в начале XXI века только около 50 гектаров было занято посадками маки.
Мака позиционируется как один из суперфудов (англ. superfood)
Французское Агентство санитарной безопасности предупреждает потребителей о возможной небезопасности употребления молотого корня маки, поскольку он содержит потенциально мутагенные компоненты. 
По не подтверждённым данным, после употребления маки сперма мужчин имеет неприятный вкус.